# Крагсмор (Нью-Йорк)
Крагсмор (англ. Cragsmoor) — переписна місцевість (CDP) в США, в окрузі Ольстер штату Нью-Йорк. Населення — 433 особи (2020).

## Географія
Крагсмор розташований за координатами 41°39′56″ пн. ш. 74°23′28″ зх. д. / 41.66556° пн. ш. 74.39111° зх. д. (41.665464, -74.391234).  За даними Бюро перепису населення США в 2010 році переписна місцевість мала площу 11,27 км², уся площа — суходіл.

## Демографія
Згідно з переписом 2010 року, у переписній місцевості мешкало 449 осіб у 191 домогосподарстві у складі 131 родини. Густота населення становила 40 осіб/км².  Було 252 помешкання (22/км²).
Расовий склад населення:
| - 96,9 % — білих - 0,9 % — азіатів - 0,7 % — чорних або афроамериканців |

До двох чи більше рас належало 0,9 %. Частка іспаномовних становила 4,5 % від усіх жителів.
За віковим діапазоном населення розподілялося таким чином: 16,3 % — особи молодші 18 років, 62,5 % — особи у віці 18—64 років, 21,2 % — особи у віці 65 років та старші. Медіана віку мешканця становила 49,7 року. На 100 осіб жіночої статі у переписній місцевості припадало 102,3 чоловіків;  на 100 жінок у віці від 18 років та старших — 101,1 чоловіків також старших 18 років.
Середній дохід на одне домашнє господарство  становив 86 681 долар США (медіана — 86 250), а середній дохід на одну сім'ю — 95 586 доларів (медіана — 90 260). За межею бідності перебувало 3,5 % осіб, у тому числі 0,0 % дітей у віці до 18 років та 0,0 % осіб у віці 65 років та старших.
Цивільне працевлаштоване населення становило 270 осіб. Основні галузі зайнятості: науковці, спеціалісти, менеджери — 28,9 %, транспорт — 26,7 %, освіта, охорона здоров'я та соціальна допомога — 23,7 %.